# Kollegialorgan
Unter einem Kollegialorgan versteht man im Organisationsrecht ein Organ innerhalb einer juristischen Person oder Personenvereinigung, das aus mindestens zwei Organwaltern besteht. Gegensatz ist das aus nur einer Person bestehende Einzelorgan.

## Allgemeines
Kollegialorgane sind durch Rechtsnormen eingerichtete, plural zusammengesetzte Organisationseinheiten mit Beschlussfassungskompetenz. Organisationen wie Gesellschaften, Vereine, Behörden, Staaten oder Parteien besitzen gesetzlich, durch Satzung (Privatrecht), öffentlich-rechtliche Satzung oder Geschäftsordnung vorgeschriebene Kollegialorgane, die bestimmte Aufgaben zu erfüllen haben. Diese Aufgaben werden innerhalb des Kollegialorgans durch mindestens zwei natürliche Personen – den so genannten Organwaltern – konkret ausgeführt. Handlungen des Organs sind unmittelbar Handlungen der juristischen Person, jedoch kein Fall rechtsgeschäftlicher Stellvertretung.
Kollegialorgane bei juristischen Personen (Gesellschaften, Vereine, Anstalten und Körperschaften des öffentlichen Rechts) sind Vorstand, Geschäftsführung, Aufsichtsrat, Verwaltungsrat, Gesellschafterversammlung oder Hauptversammlung, Betriebs- und Personalrat oder Verwaltungsbeirat. Als staatliche Kollegialorgane fungieren Parlamente, Regierungen (Bundesregierung, Landesregierungen oder Gemeinderäte) oder Kabinette. Die Bundesregierung besteht aus dem Bundeskanzler und den Bundesministern und ist wie die Landesregierungen ein Kollegialorgan. Der Charakter der Bundesregierung als Kollegialorgan ist jedoch durch die Richtlinienkompetenz des Kanzlers und das Ressortprinzip eingeschränkt. Bei Parteien gibt es als Kollegialorgane Parteivorstand und Parteitag. Der als Anstalt des öffentlichen Rechts organisierte öffentlich-rechtliche Rundfunk besitzt als Kollegialorgan neben dem Verwaltungsrat einen Rundfunkrat. Bei Wohnungseigentum sieht § 23 Abs. 1 WEG die Wohnungseigentümerversammlung und § 29 WEG den Verwaltungsbeirat als Kollegialorgan vor.

## Arten
Unter rechtlichen Gesichtspunkten lassen sich Kollegialorgane nach Organstellung, Kompetenz, Funktion, Befugnisse der Mitglieder, Weisungsgebundenheit und Anzahl der Mitglieder unterteilen. Eine unmittelbare Organstellung ergibt sich aus Verfassung oder sonstigen Rechtsnormen (etwa Bundesrat, Art. 50 GG), während mittelbare Organe ihre Stellung aus einem an sie gerichteten Auftrag ableiten. Nach Kompetenz unterscheidet man Kollegialorgane der Legislative (etwa Bundestag, Art. 38 Abs. 1 GG), Exekutive (etwa Bundesregierung, Art. 62, Art. 69 GG, Landesregierungen oder Gemeinderäte) und Judikative (Senate an Gerichten, Kollegialgerichte). Die Befugnis eines Organs besteht im Regelfall aus einer Stimmberechtigung, wobei einigen Vorsitzenden manchmal die Stimmberechtigung fehlt. Sind Organmitglieder unabhängig von den Weisungen anderer, handelt es sich um weisungsfreie Mitglieder wie beim Bundestag. Weisungsgebundene Mitglieder können dagegen nicht autonom abstimmen. Hierzu gehört der Bundesrat, dessen Mitglieder von den Landesregierungen bestellt und abberufen werden (Art. 52 Abs. 1 GG); es zählt bei der Stimmabgabe der Wille des Bundeslandes.

## Abstimmung
Innerhalb des Kollegialorgans besteht für die Organwalter das Kollegialprinzip, so dass innerhalb des Kollegiums im Normalfall keine Hierarchie besteht. Kollegialorgane entscheiden durch Beschluss. Dabei muss eine Rechtsnorm regeln, wie mehrere Organwalter zu einer Willensbildung als Kollegialorgan gelangen. Nach Feststellung der Beschlussfähigkeit entscheidet meist die einfache Mehrheit der abgegebenen Stimmen zu einem bestimmten Tagesordnungspunkt.

## Organhaftung
Nach § 31 BGB haftet der Verein für den Schaden, den ein Mitglied des Vorstands oder ein anderer verfassungsmäßig berufener Vertreter durch eine in Ausführung der ihm zustehenden Verrichtungen begangene, zum Schadensersatz verpflichtende Handlung einem Dritten zufügt. Diese Bestimmung gilt nicht nur für Vereine, sondern für alle juristischen Personen und juristische Personen des öffentlichen Rechts (§ 89 Abs. 1 BGB). Für die Eigenschaft als „verfassungsmäßig berufener Vertreter“ genügt es, wenn ihm durch die Betriebsregelung (Arbeitsanweisungen) bedeutsame wesensgemäße Funktionen der juristischen Person zur selbständigen und eigenverantwortlichen Erfüllung zugewiesen sind. Damit haftet die Gesellschaft zivilrechtlich auch für Arbeitnehmer, die nicht Organwalter sind.
Die deliktische Außenhaftung der Organwalter ergibt sich aus dem Recht der unerlaubten Handlung. Sie haften persönlich und subsidiär gegenüber außenstehenden Dritten bei vorsätzlicher sittenwidriger Schädigung nach § 826 BGB, wenn der Organträger (das Unternehmen) als Haftungsschuldner – etwa durch Insolvenz – ausfällt. So entschied der Bundesgerichtshof (BGH) im Juli 2004, dass die beiden Vorstandsmitglieder der Infomatec die Aktionäre der Gesellschaft durch eine wissentlich falsche Ad-hoc-Mitteilung mit überhöhten Angaben über Auftragseingänge von Kunden getäuscht hatten und deshalb Schadensersatz zahlen mussten. Allerdings ist eine Organhaftung von Vorstandsmitgliedern ausgeschlossen, wenn keine Pflichtverletzung vorliegt (§ 93 Abs. 1 Satz 2 AktG). Dies ist der Fall, wenn das Vorstandsmitglied bei einer unternehmerischen Entscheidung vernünftigerweise annehmen durfte, auf der Grundlage angemessener Information zum Wohle der Gesellschaft zu handeln. Sobald jedoch ein Organwalter einen Dritten durch aktives Tun unmittelbar schädigt und die Tatbestandsvoraussetzungen des § 823 Abs. 1 BGB erfüllt sind, entsteht hierfür eine persönliche Einstandspflicht.
Die Amtshaftung (Haftung der Gebietskörperschaften) ist die finanzielle Haftung des Staats für Schäden, die ein Organwalter in der Gerichtsbarkeit oder der Hoheitsverwaltung einem außenstehenden Rechtssubjekt rechtswidrig und schuldhaft zugefügt hat. Diese Haftung trifft zunächst den Beamten selbst (§ 839 Abs. 1 BGB), doch tritt nach Art. 34 Satz 1 GG der Staat mit befreiender Wirkung für den Beamten ein und haftet im Außenverhältnis alleine.
Die Organhaftung befasst sich im Strafrecht mit der Frage, ob Straftatbestände bei der vertretenen Gesellschaft auch ihrem Organwalter zuzurechnen sind. Der Täter muss als Organ handeln. Nach § 14 Abs. 1 StGB wird die strafrechtliche Verantwortlichkeit vom Unternehmen auch auf seine Organwalter abgewälzt. Auch § 14 Abs. 1 Nr. 1 StGB, der die strafrechtliche Organhaftung zum Gegenstand hat, geht davon aus, dass jedes Mitglied der Geschäftsleitung Normadressat der der Gesellschaft obliegenden Pflichten bleibt.

## International
International sind Kollegialorgane meist so organisiert wie in Deutschland. Als Beispiele internationaler Kollegialorgane sind etwa die Schiedsgerichte des Ständigen Schiedshofs oder der Internationalen Gerichtshofs zu erwähnen (beide in Den Haag). Von großer weltpolitischer Bedeutung sind zudem die UN-Generalversammlung, der Sicherheitsrat der Vereinten Nationen, das Europäische Parlament oder die Europäische Kommission. Weisungsgebunden sind etwa die Mitglieder des Rates der Europäischen Union (Art. 237 ff. AUEV), sie sind an die Weisungen ihrer Heimatregierung gebunden. In Frankreich ist der Ministerrat das einzige in der Verfassung vorgesehene Kollegialorgan.